# 博祖姆
博祖姆（法文︰Bozoum）是中非共和國西部的城鎮，它也是瓦姆-彭代省的首府，座標位置6°19′2″N 16°22′42″E / 6.31722°N 16.37833°E，海拔高度660米。根據2003年資料顯示，博祖姆的居民人數為20,665。